# Andrija Fabing
Andrija Fabing (Apatin, prije 2. siječnja 1810. – Osijek, 21. studenoga 1871.), hrvatski graditelj orgulja iz poznate obitelji Fabing.
Potomak njemačkih doseljenika. Obiteljska predaja kaže da su od švedskih doseljenika. Polovicom 18. stoljeća žive u Apatinu. Orguljarstvo je najvjerojatnije izučio u radionici apatinskih majstora Caspara i Ivana Fischera.
Od 1848. živi i radi u Osijeku. Po dobivanju građanstva, otvorio orguljarsku radionicu koja je radila otprilike do 1920. godine. Izgradio orgulje u crkvama u Đakovu (župna crkva Svih svetih, "Mala crkva"), Trnavi, Gorjanima i Vrbici. Stil izrade bio je kasni barok, pod utjecajm učitelja Fischera. Kao majstor bio je dobar orguljar i vješt stolar.
Obiteljsku radionicu prepustio je bratu Lorenzu, 1870. godine.